# Vrtěžíř
Vrtěžíř (německy Wertischier) je malá vesnice, část obce Štěpánov nad Svratkou v okrese Žďár nad Sázavou. Nachází se asi 2,5 km na západ od Štěpánova nad Svratkou. V roce 2009 zde bylo evidováno 31 adres. V roce 2001 zde trvale žilo 45 obyvatel.
Vrtěžíř je také název katastrálního území o rozloze 2,64 km2.

## Název
Jméno vesnice bylo odvozeno od osobního jména Vrtěžír (které se skládalo z vrtěti - "obracet" a žir - "život"). Význam místního jména byl "Vrtěžírův majetek". Jméno se často zapisovalo jako Vrtěříž (jde o stejný přesmyk hlásek jako ve jménu Kroměříže).

## Osobnosti
- RNDr. Metoděj Ostrý – profesor
- Bedřich Havlík – prorektor JAMU
- Ing. Buršík Jiří – malíř, grafik, sochař